# Halyzia
Halyzia är ett släkte av skalbaggar som beskrevs av Étienne Mulsant 1846. Halyzia ingår i familjen nyckelpigor, Coccinellidae.

## Dottertaxa tillHalyzia, i alfabetisk ordning[1][2]
- Halyzia dejavu Poorani & Booth, 2006
- Halyzia feae Gorham, 1895
- Halyzia ichiyanagii Kitano, 2019
- Halyzia nepalensis Canepari, 2003
- Halyzia sanscrita Mulsant, 1853
- Halyzia sedecimguttata (Linnaeus, 1758), Sextonfläckig sköldpiga
- Halyzia straminea (Hope in Gray, 1831)
- Halyzia tschitscherini Semenow, 1895

## Bildgalleri

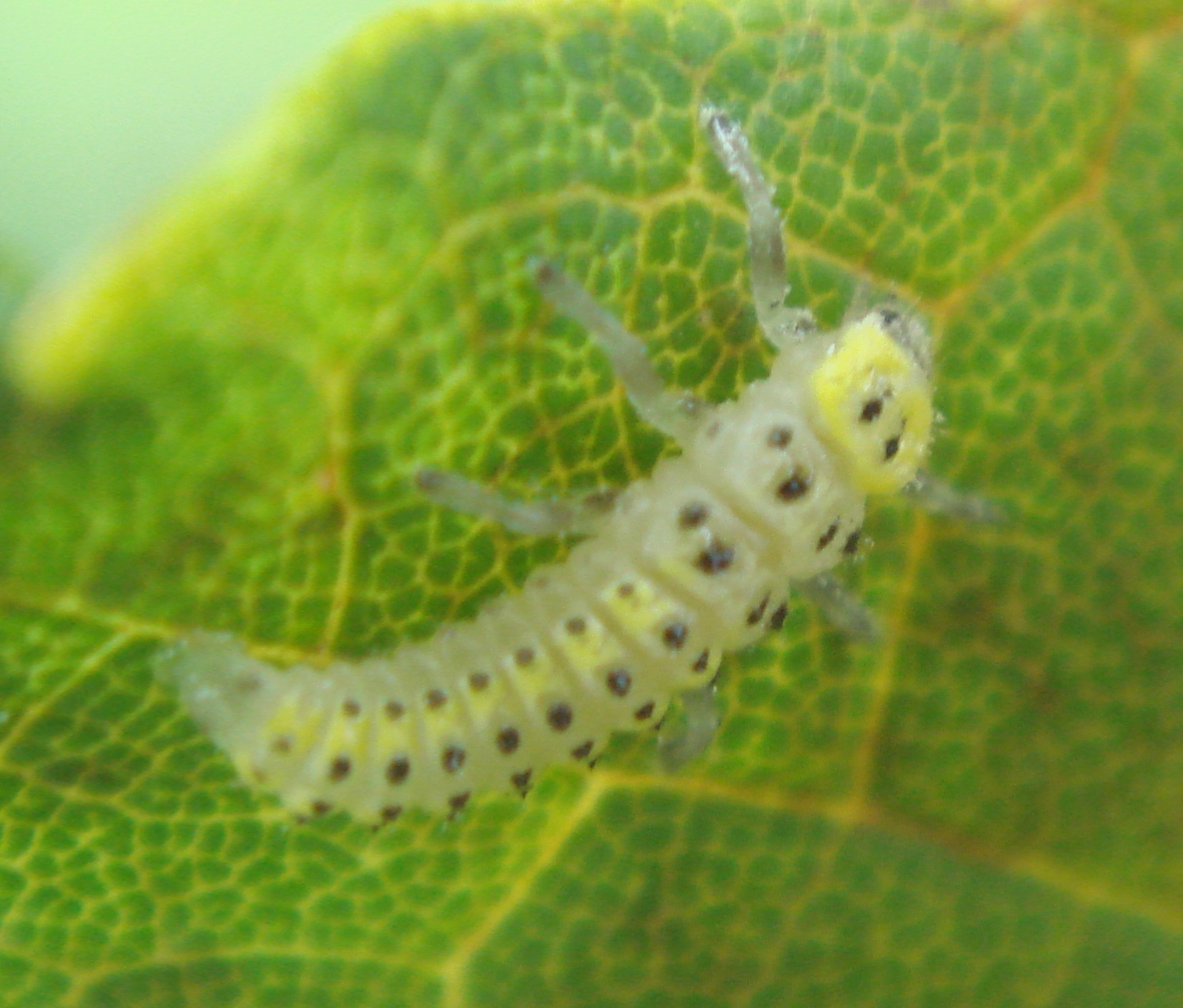
Larv, Halyzia sedecimguttata
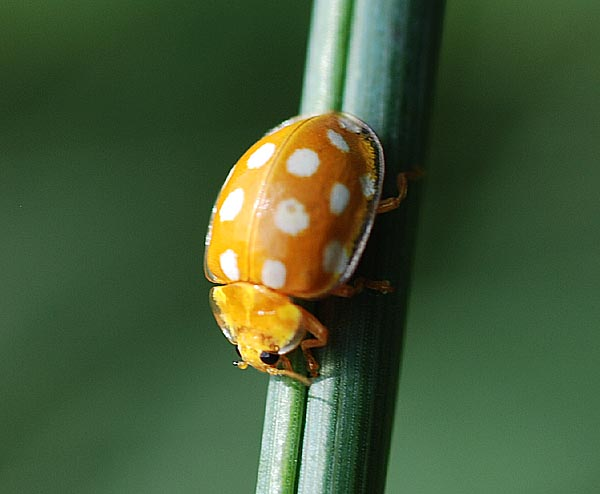
Imago Halyzia sedecimguttata
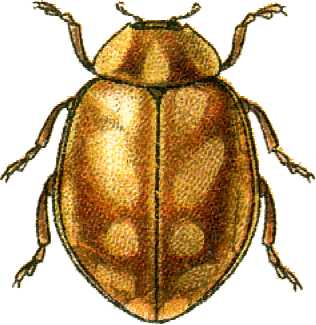
Imago Halyzia tschitscherini